# Arcadia (Kansas)
Arcadia é uma cidade localizada no estado americano de Kansas, no Condado de Crawford.

## Demografia
Segundo o censo americano de 2000, a sua população era de 391 habitantes. 
Em 2006, foi estimada uma população de 383, um decréscimo de 8 (-2.0%).

## Geografia
De acordo com o United States Census Bureau tem uma área de 
1,1 km², dos quais 1,1 km² cobertos por terra e 0,0 km² cobertos por água. Arcadia localiza-se a aproximadamente 425 m acima do nível do mar.

## Localidades na vizinhança
O diagrama seguinte representa as localidades num raio de 16 km ao redor de Arcadia. 